# ビスポーク
ビスポークは、特定の指示に基づいて注文された何らかのものを指す、英語の形容詞「bespoke」の音写。ビスポークは、個々の購入者の注文なり、嗜好、使用目的などに合わせて、既存のものを改変したり、新調することを意味する。

## 関連する表現
- 類義語には、「カスタムメイド (custom-made)」、「メイド・トゥ・オーダー (made to order)」などがある。また、和製英語の「オーダーメイド」は[2]、ビスポークより広義で用いる表現とされる[3]。自動車産業関連ではワンオフ（one off）という言葉が類似の用語として使われるが、藤壺技研工業は「ビスポーク（ワンオフ）」と称している[4]。
- 日本語では「誂え」(あつらえ)、「誂える」などと表現される。
- 対義語には、「オフ・ザ・シェルフ (off-the-shelf)」、「レディ・トゥ・ウェア (ready-to-wear)」などがある。また、レディ・メイド、既製品（特に既製服）も対義語とされる[5]。
- 俗語/スラングの「モッディング (modding)」は、少々語義が異なるが、関連する表現である。これはいったん製造された製品にパーソナライゼーションを施すことをいう。

## 起源
単語としての「bespoke」は、「何かについて語る」という意味の動詞「bespeak」に由来する。『オックスフォード英語辞典』(OED) に掲載されている1538年の初出例における意味は、「to speak for, to arrange for, engage beforehand: to ‘order’ (goods)（何かを求めて語る、何かを求めて調整する、予め関わる、商品を「注文」する）」となっている。形容詞の「bespoke」は、「ordered, commissioned, arranged for（注文された、指示された、何かを求めて調整された）」という意味で、1607年の初出とされている。
この言葉は、イギリス英語においてより頻繁に用いられ、例えば「bespoke jewellery」といった表現が見られる。アメリカ英語においては、「カスタム・カー (custom car)」（改造車）、「カスタム・バイク (custom motorcycle)」などのように「カスタム (custom)」がより頻繁に用いられる傾向がある。しかし、アメリカ英語においても、21世紀に入ってから「bespoke」の使用頻度が拡大しているとされており、特に「ビスポーク・スーツ (bespoke suit) という表現が広まっている。

## 特定の使用例
一般的な言い回しとなっている例としては、次のようなものがある。
- bespoke medicine -「オーダメイド医療」に相当する、個々の患者により適合した個別の処置を行おうという動き
- bespoke shoes - 顧客の指定に適合するよう製造された靴
- bespoke software - 顧客の特定の要求に合わせて書かれたソフトウェア
- bespoke tailoring - 個々の顧客の採寸から縫製される紳士服